# Sorpresa ¡Sorpresa!
Sorpresa ¡Sorpresa! fue un programa español de televisión, emitido por la cadena Antena 3, entre 1996 y 1999, dirigido por Giorgio Aresu.

## Formato
Se trata de la versión española del espacio presentado por Raffaella Carrà en la RAI Carràmba! Che sorpresa!, que a su vez adoptaba la fórmula del británico Surprise, Surprise, que se emitía desde 1984.
El programa consistía en atender las peticiones de familiares y allegados de personas anónimas para recibir una sorpresa en directo desde el plató. Las alegrías podían ir desde conocer en persona a un personaje famoso hasta reencontrarse con seres queridos con los que no se coincidía desde hacía años.

## Equipo
Dirigido por Giorgio Aresu, contaba con un equipo de más de 100 personas. El espacio tuvo dos grandes etapas, conducidas por sendas presentadoras muy populares entre el público español:

### Presentadoras
| Presentador    | Información           |      |      |      |      |      |
| Presentador    | Información           | 1996 | 1997 | 1998 | 1999 | 2007 |
| -------------- | --------------------- | ---- | ---- | ---- | ---- | ---- |
| Isabel Gemio   | Presentadora          |      |      |      |      |      |
| Concha Velasco | Actriz y Presentadora |      |      |      |      |      |

Co-presentadores
Acompañando a Isabel Gemio, y ejerciendo también de enviados especiales en algunas de las sorpresas, fueron parte del equipo el presentador Andrés Caparrós (1ª temporada) y Rody Aragón (de la 2ª a la 5ª temporada).
Junto a Concha Velasco durante la 6ª temporada, aparecieron el dúo cómico Las Veneno y el mago Pepe Carrol.

## Emisiones
Realizado en directo desde el Teatro Adolfo Marsillach de San Sebastián de los Reyes y luego desde un plató de 2000 metros cuadrados, el programa se emitió en Antena 3 a lo largo de 6 temporadas:
1ª Temporada. Del 8 de mayo de 1996 al 10 de julio de 1996. Se emitía todos los miércoles a las 21:30h. Inicialmente presentado por Isabel Gemio, quien se mantendría al frente hasta la quinta temporada incluida, y acompañada por Andrés Caparrós. Su estreno fue el espacio más visto con 4.648.000 espectadores,racha que continuaría semana a semana desbancando a las películas de TVE1. La audiencia media de la temporada fue de 5.000.000 de espectadores, con picos como el 22 de mayo en el que obtuvo un 41% de cuota de pantalla y 5.527.000 por delante de partido de Champions.En esta primera tanda pasaron por el programa famosos como Sofía Loren, Plácido Domingo, Esther Williams, Carlos Sainz, Steven Segal, Mickey Rourke, Roger Moore, Ronaldo, Fernando Redondo o Raúl.
2º Temporada. Del 18 de septiembre de 1996 al 17 de diciembre de 1996. Continúa en las noches de los miércoles a las 21:30h. Además de dos especiales en Nochebuena y Nochevieja. En esta temporada, Rody Aragón sustituye a Andrés Caparrós, puesto que mantendría hasta el final de la quinta temporada. Su estreno fue el espacio más visto con 5.270.000 y un 45% de cuota de pantalla.La audiencia media se mantuvo en unos 5.000.000 de espectadores. Pasaron por el programas famosos como Julio Iglesias o Manuel Fraga,
3ª Temporada. Del 5 de marzo de 1997 al 2 de julio de 1997. Por última vez los miércoles a las 21:45h. Cambia el logo y el color de su decorado (aunque luego el celeste da paso al melón del año anterior) y abre su propia página en internet.
4ª Temporada. Del 4 de octubre de 1997 al 3 de enero de 1998. Se traslada las noches de los sábados a las 22:15h, coincidiendo su inicio con una amplia cobertura televisiva de la boda de la Infanta Cristina. La audiencia media de la temporada se situó en torno a los 3.000.000 de espectadores, siendo el del sábado 27/12 el más visto con una media de 3.869.000. Además, de ahí en adelante el espacio se emite desde un nuevo estudio bautizado como "Teatro Antena 3 Televisión"; el cual había sido estrenado días antes en un programa especial de presentación de la programación 1997-1998 de la cadena. Su competencia directa fue "Risas y Estrellas" de TVE 1.
5ª Temporada. Del 24 de marzo de 1998 al 5 de julio de 1998. Comenzó emitiéndose los martes a las 21:40h con resultados de audiencia similares a la cuarta temporada, pero tras el estreno el 14 de abril de la sexta temporada de Médico de Familia, la audiencia se resintió. El desigual pulso se mantuvo hasta casi el final de temporada, cuando en sus cuatro últimas entregas se traslada a la noche del lunes compitiendo con Quién sabe dónde (TVE1) y la serie Hermanas (Telecinco).
6ª Temporada. Del 22 de enero de 1999 al 18 de junio de 1999. Se emitió los viernes a las 21:55h. Después de ser madre, Isabel Gemio no quería reincorporarse hasta primavera, pero la condición de formato alquilado del programa, hizo que el regreso no pudiese retrasarse más. Durante el otoño del 98, se barajaron como sustitutas a Belinda Washington, Miriam Diaz-Aroca o Concha Velasco. Fue esta última quien conduciría el programa junto al dúo cómico Las Veneno y el mago Pepe Carrol.
Durante las 6 temporadas, se emitieron las repeticiones de cada programa los domingos por las mañanas comenzando en torno a las 11:30-12:00h.

## Polémicas
En febrero de 1999, algunos medios de comunicación difundieron una información sobre escenas morbosas presuntamente emitidas en el programa y que afectaban a la intimidad del cantante Ricky Martin. De acuerdo con la información que popularmente circulaba, el cantante, ídolo de una chica a la que pretendía sorprender saliendo del armario de su habitación (de acuerdo con el formato habitual del programa), se encontró a la niña untada de Nocilla (o mermelada según otras versiones) realizando un juego sexual con su perro, siendo todo ello retransmitido en directo por televisión. Tras el escándalo provocado por ello, la misma niña se habría suicidado pocos días después. La información fue desmentida por la cadena de televisión, llegando a ser el caso investigado por la policía, y pasando a convertirse en una conocida leyenda urbana,. En realidad la historia es la adaptación española de una leyenda urbana que ya llevaba años circulando por Estados Unidos, aunque en la versión original no había famosos ni programas de televisión. La anécdota caló tanto que incluso 23 años después, se dedicó un entero programa de investigación Anatomía de..., presentado por Mamen Mendizábal.

## Premios
- TP de Oro (1996)
  - Mejor Programa de Espectáculos y Entretenimiento.
  - Mejor Presentadora (Isabel Gemio).
- TP de Oro (1997)
  - Mejor Programa de Espectáculos y Entretenimiento.

## Sorpresa ¡Sorpresa! 2007
En enero de 2007 Antena 3 emitió dos especiales del programa contando de nuevo con Isabel Gemio para la presentación. Los programas fueron seguidos por 3.108.000 espectadores seguidores (21,6% de cuota de pantalla), siendo superado por la serie de Telecinco Aída.